# Sofena
Sofena (armenski: Ծոփք Copʿkʿ, grčki: Σωφηνή Sōphēnē, latinski: Sophene) je naziv na nekadašnju provinciju Armenskog Kraljevstva i Rimskog Carstva, smještenu na jugozapadu antičke armenske države. Njeno područje se nalazi u današnjoj jugoistočnoj Turskoj.
Područje kasnije poznato kao Sofena je bilo dio kraljevstva Urartu u 8. i 7. stoljeću pr. Kr. Nakon što je ujedinio svoje kraljevstvo početkom 700-ih pr. Kr. kralj Argištis I. je mnoge stanovnike tog područja preselio u Erebuni (današnju armensku prijestolnicu Erevan). Oko 600. pr. Kr. Sofena je postala dio nove armenske države pod Orontidima.
Prema knjizi Ashkharatsuyts ("Svjetski atlas," 7. stoljeće) Anania Širakacija, Copk (Sofena) je bila 2. po veličini od 15 provincija Velike Armenije. Sastojala se od 8 kantona (gavara): Hordzjan, Haštjank, Pagnatun, Balahovit, Copk (Šahunjats), Andzit, Degik, i Gavrek (Gorek).
Nakon Aleksandrovog pohoda na Aziju i kolapsa Ahemenidskog Carstva, Sofena je postala dio nezavisne armenske države. Početkom 200-ih seleukidski vladari su nastojali oslabiti armensku državu, te je stvorena nova država pod nazivom Kraljevstvo Sofena. Njom je vladao ogranak orontidske kraljevske kuće. Kasnije se i taj entitet raspao, kada je stvorena Komagena.
Kada je Antioh III. Veliki konačno pripojio armenske zemlje, za svog satrapa u Sofeni postavio je Zarijadra. On se nakon Antiohovog poraza u bitci kod Magnezije 190. pr. Kr. pobunio i, uz rimski pristanak, proglasio nezavisno Kraljevstvo Sofena. Ta je država ostala nezavisna sve do 80-tih pr. Kr. kada ju je osvojio Tigran Veliki i pripojio Armenskom Carstvu.
Nekoliko desetljeća kasnije Tigrana Velikog pobijedio je rimski vojskovođa Pompej te Sofenu dao na upravljanje Tigranovom sinu Tigranu. Sofena je nešto kasnije postala rimska provincija čije je sjedište bilo Amida, današnji Diyarbakir. Oko godine 54. njome je vladao Sohem od Emese.
Godine 530. Sofena je pripojena bizantskoj provinciji Armeniji.